# Чучково
Чу́чково — посёлок городского типа, административный центр Чучковского района Рязанской области России.
Население 2565 чел. (2023).
Железнодорожная станция на Московско-Казанском историческом ходе Московской железной дороги.

## История
В качестве села Чучково впервые упоминается в 1617г. в писцовых книгах Шацка. https://proza.ru/2023/03/30/674
В окладных книгах 1676 года село  в состав села входил 221 двор, из них: 5 боярских, 181 крестьянских, 25 бобыльских, 7 вдовьих. До 1879 года село Чучково входило в состав Шацкого уезда, а в 1879 году было отчислено в Сапожковский уезд. В XVIII веке владельцем села был князь Н. А. Голицын, от которого оно перешло в род Меншиковых. В селе имелись волостное правление, школа, 26 маслобоен, 2 мельницы, рушалка, 2 чугунолитейных завода, 4 кузницы, чайная лавка. Чучковский район впервые был сформирован в 1929 году в составе Рязанского округа Московской области. Статус посёлка городского типа — с 17 января 1958 года.
Одна из улиц в поселке носит имя Героя Советского Союза — А. Т. Никиткина.

## Усадьба
Усадьба основана в XVII веке. Во второй половине XVIII века принадлежала послу в Швеции шталмейстеру князю Н.А. Голицыну (1751-1809), женатому на М.А. Олсуфьевой (1757-1820). В конце столетия по родству владела княжна Е.Н. Голицына (1764-1832), вышедшая замуж за действительного статского советника и кавалера, светлейшего князя С.А. Меншикова (1746-1815). Далее усадьбой владел их сын полковник светлейший князь Н.С. Меншиков (г/р 1790 - после 1858). В имении имелся чугунолитейный завод.
Сохранилась и восстанавливается Троицкая церковь 1852 года в духе эклектики, построенная светлейшим князем Н.С. Меншиковым вместо прежней деревянной, с приделом 1875 года. Усадебные здания и колокольня храма утрачены.

## Население
| 1859  | 1897  | 1906  | 1939  | 1959  | 1970  | 1979  | 1981  | 1989  |
| ----- | ----- | ----- | ----- | ----- | ----- | ----- | ----- | ----- |
| 2220  | ↗2514 | ↗2992 | ↗3721 | ↘3264 | ↗3369 | ↗3693 | ↗4443 | ↘3795 |
| 2002  | 2009  | 2010  | 2012  | 2013  | 2014  | 2015  | 2016  | 2017  |
| ↗4517 | ↘4265 | ↘3122 | ↘3037 | ↘2983 | ↘2860 | ↘2717 | ↘2608 | ↗2619 |
| 2018  | 2019  | 2020  | 2021  | 2023  |       |       |       |       |
| ↗2620 | ↗2623 | ↗2645 | ↗2650 | ↘2565 |       |       |       |       |

Национальный состав
По итогам переписи населения 2020 года проживали следующие национальности (национальности менее 0,1 % и другое, см. в сноске к строке «Другие»):
| Национальность | Численность, чел. | Доля     |
| -------------- | ----------------- | -------- |
| Русские        | 2409              | 90,91 %  |
| Армяне         | 59                | 2,23 %   |
| Таджики        | 34                | 1,28 %   |
| Узбеки         | 25                | 0,94 %   |
| Татары         | 23                | 0,87 %   |
| Украинцы       | 13                | 0,49 %   |
| Лезгины        | 12                | 0,45 %   |
| Молдаване      | 9                 | 0,34 %   |
| Киргизы        | 6                 | 0,23 %   |
| Мордва         | 4                 | 0,15 %   |
| Туркмены       | 3                 | 0,11 %   |
| Казахи         | 3                 | 0,11 %   |
| Другие         | 50                | 1,89 %   |
| Итого          | 2650              | 100,00 % |

## Экономика
До 2003 года в Чучково базировалась 16-я отдельная бригада специального назначения ГРУ,которая была переведена в Тамбов.

Поселок Чучково. Зерновой элеватор на железнодорожной станции.

## Инфраструктура
В посёлке функционируют спортивная школа, районная больница, дом культуры.